# Straßenhandel

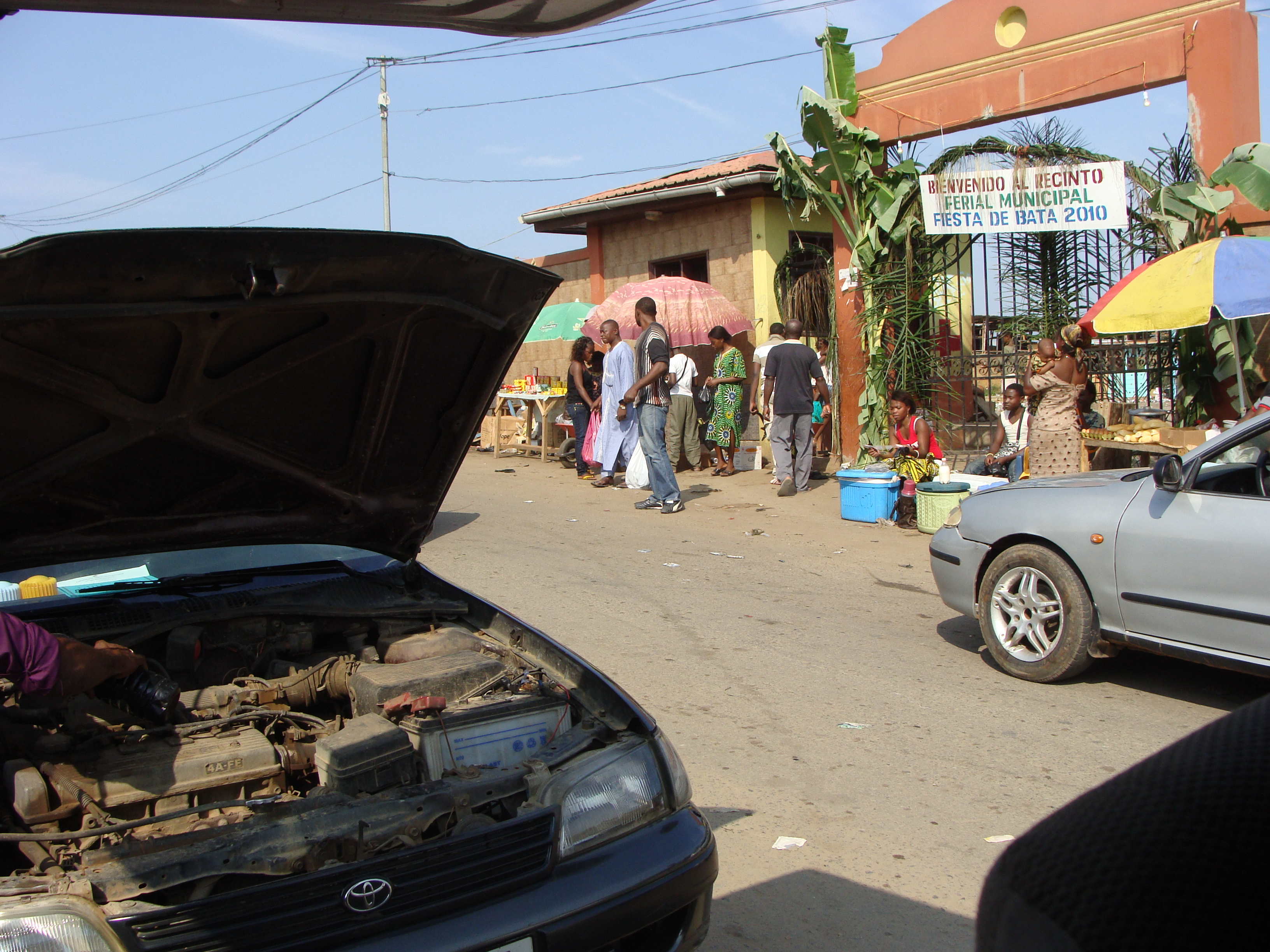
Straßenverkauf in Afrika

Unter Straßenhandel versteht man das Feilbieten bestimmter Waren auf öffentlichen Wegen, Straßen, bestimmten Plätzen oder in Fußgängerzonen.
Der Straßenhändler betreibt ein Reisegewerbe nach § 55 GewO und benötigt eine behördliche Erlaubnis in Form einer Reisegewerbekarte, unterliegt hingegen nicht den Bestimmungen für stehende Gewerbe, wenn er ausschließlich auf diese Weise tätig ist.
Auch wenn eine Abgrenzung zum Verkauf im Kiosk nicht einfach ist, können Eiswagen, Obststände und Schnellimbissbuden dem Straßenhandel zugerechnet werden.

## Einzelheiten

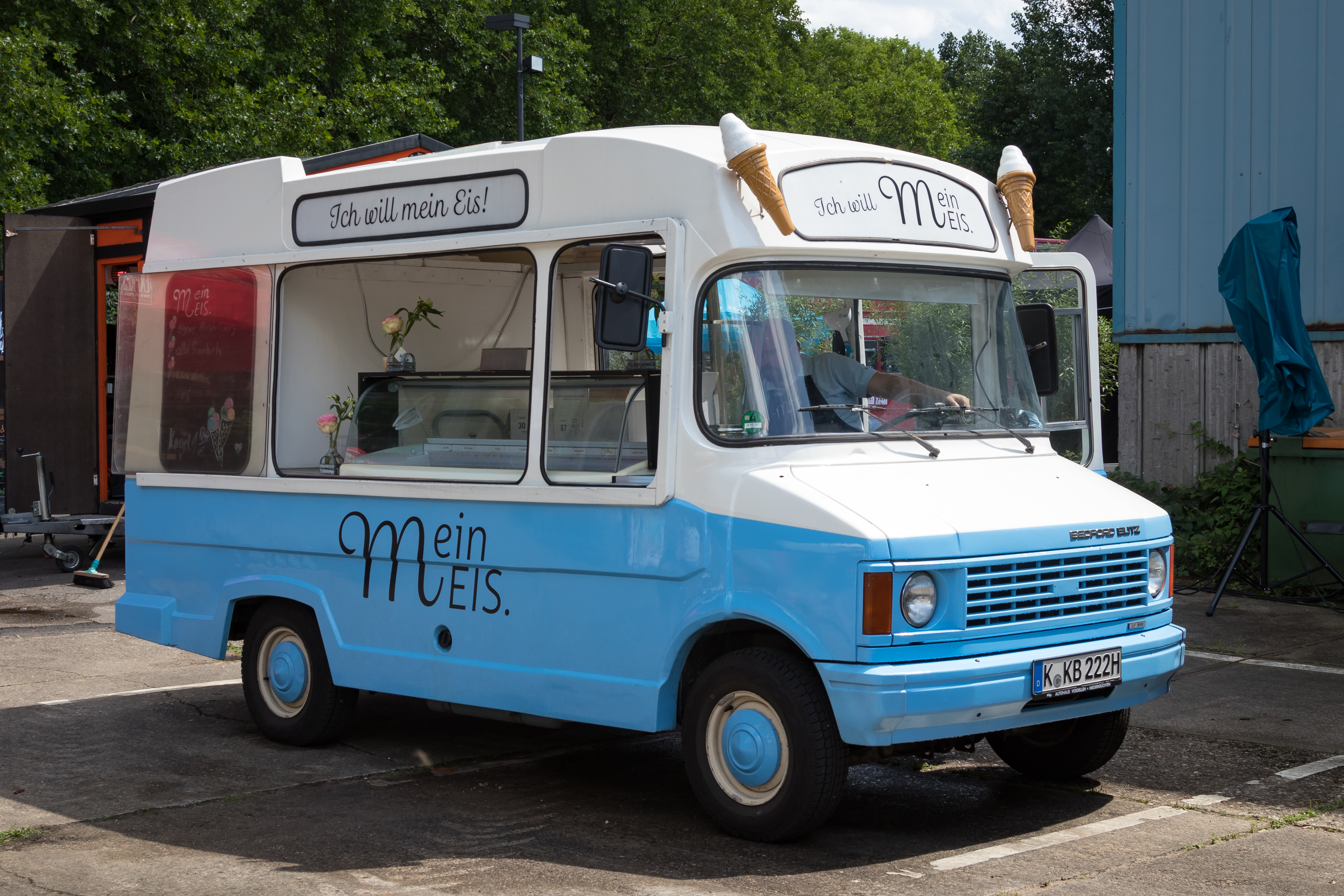
Eiswagen im Straßenhandel: Bedford CF

Es existieren Sondervorschriften für bestimmte Produkte. So können nach dem Milch- und Fettgesetz die Landesbehörden bestimmen, dass Milch und Milcherzeugnisse im Rahmen des Straßenhandels nur in bestimmten Bezirken veräußert werden dürfen. Zur Förderung eines gesunden Wettbewerbs sollen dabei mehrere Milchhändler die Produkte in einem Bezirk absetzen können.
Der Straßenhandel kann dazu führen, dass die Flächen in erhöhtem Maße beansprucht werden und damit Fragen und Probleme des Gemeingebrauchs oder der öffentlichen Ordnung aufwerfen. Aus Gründen der Tradition, Ästhetik und Stadtentwicklung wird er unterschiedlich beurteilt und ist in amerikanischen Städten wie New York City oder San Francisco weiter verbreitet als etwa in Berlin, wo er in den 1920er Jahren das Stadtbild stärker prägte als heute.
Die zuständigen Behörden können den Straßenhandel für bestimmte Bereiche grundsätzlich untersagen. Hierzu gehören etwa Brücken und Überführungen oder Park- und Grünanlagen. Auch vor Schulen, Kirchen und Krankenhäusern kann der Verkauf verboten werden.